# The Sugarhill Gang
The Sugarhill Gang – amerykański zespół grający hip-hop i funk, założony w 1973 roku w New Jersey. Ich największy przebój „Rapper’s Delight”, jako pierwszy utwór hip-hopowy pojawił się w zestawieniu amerykańskiej listy Top 40. Wykorzystano w tym utworze linię basu i rytmu z dyskotekowego nagrania „Good Times”, które było światowym hitem i własnością zespołu Chic.
Członkowie grupy, wszyscy pochodzący z miasta Englewood w stanie New Jersey, znani są pod pseudonimami: Wonder Mike, Big Bank Hank i Master Gee. Grupę stworzyła producentka muzyczna i piosenkarka Sylvia Robinson, która również wraz z mężem-potentatem muzycznym Joe Robinsonem, pod koniec lat 70. założyła Sugar Hill Records.

## Historia
Nazywani przez laików pionierami hip-hopu, zapoczątkowali rejestrowanie nagrań tego typu muzyki poprzez wypuszczenie singla pt. „Rapper’s Delight”, który to rozszedł się na całym świecie w ilości ponad 8 mln egzemplarzy, zdobywając tym samym miano multiplatyny i hitu radiowego roku 1979.
Poinformowana o bardzo dużej ilości domowych imprez utrzymanych w klimacie hip-hop w całym Nowym Jorku, producentka i właścicielka niezależnej wytwórni płytowej, Sylvia Robinson, pod koniec lat 70. utworzyła grupę muzyczną składającą się z trzech miejscowych wokalistów-raperów. Byli nimi: Guy O’Brien (Master Gee), Michael Wright (Wonder Mike) i Henry Jackson (Big Bank Hank). Współpracowali oni z trzema muzykami sesyjnymi, w tym z przyszłym basistą grupy Living Colour, Dougiem Wimbish’em, gitarzystą Skipem McDonald’em a.k.a. Little Axe i perkusistą Keithem LeBlanc.
„Rapper’s Delight” wszedł na listę Hot Black Singles US R&B, gdzie dotarł do czwartej pozycji. Na liście Hot 100 US Pop Chart osiągnął 36. miejsce. Wielu twierdzi, że „Rapper’s Delight” jest pierwszym hip-hopowym singlem w historii, inni natomiast mówią, że poprzedzał go utwór Fatback Band pt. „King Tim III (Personality Jock)”, grupy, która w tamtych czasach klasyfikowana była do gatunku funk.Utwór bazuje na klasycznym loopie basowym z przeboju zespołu Positive Force, pochodzącego z tej samej wytwórni płytowej, co Sugarhill Gang, Sugar Hill Records. Utwór ten natomiast był niczym innym, jak przeróbką „Good Times” grupy Chic. Stał się światowym hitem, stając się przy okazji punktem odniesień tekstowych dla mnóstwa następnych rapowych kawałków.
Przez długi czas trio z Endelwood cieszyło się kiepską reputacją w pewnym kręgu społecznym: fakt, że w gruncie rzeczy byli amatorami wyszukanymi przez Sugar Hill Records, denerwował innych artystów tworzących wówczas ten gatunek. Wersy Big Bank Hanks’a w rzeczywistości zostały napisane przez Grandmaster Caz’a, który to nigdy nie otrzymał tantiem za swój wkład.
Wreszcie Nile Rodgers z Chic wniósł pozew o naruszenie utworem „Rapper’s Delight” praw autorskich. Sprawa załatwiona została poza sądem, przyznając powodowi prawo do wysokich tantiem.
Sugarhill Gang nigdy nie zdobył szczytu list przebojów, mimo iż w późniejszym czasie wypuścili takie hity, jak „Apache”, „Eight Wonder” (wykonany w programie muzycznym Soul Train w roku 1981), „Rapper’s Reprise (Jam Jam)” i „Showdown” (wraz z Furious Five). W 1999 roku nagrali hip-hopowy album dla dzieci zatytułowany „Jump On It”.
W roku 2008, wraz z Kurtisem Blow, Grandmaster Melle Mel, DJ Grand Wizard Theodore i Airforce Crew, zespół odwiedził Europę, w tym również Polskę, w ramach trasy koncertowej Hip-Hop Anniversary Tour.

## Koncerty w Polsce
- 16 marca 2008, Warszawa, klub The Fresh[5]

## Dyskografia

### Albumy
- Sugarhill Gang (1980)
- 8th Wonder (1982)
- Rappin’ Down Town (1983)
- Livin’ In the Fast Lane (1984)
- Sugarhill Gang Greatest Hits (1984)
- The Best of Sugarhill Gang: Rapper’s Delight (1996)
- Ain’t Nothin’ But A Party (1998)
- Jump on It! (1999)
- Sugarhill Gang, The* Vs. Grandmaster Flash – The Greatest Hits (2000)
- The Greatest Hits Of Sugarhill Gang (2004 Tour) (2004)
- The Story Of Sugarhill Records (2005)
- Hip Hop Anniversary Europe Tour: Sugarhill Gang Live (2008)

### Single
- „Rapper’s Delight” (1979)
- „Rapper’s Reprise (Jam Jam)” (1980)
- „Apache” (1981)
- „Kick It Live From 9 To 5" / „The Lover In You” (1983)
- „Livin’ In the Fast Lane” (1984)
- „Work, Work The Body” (1985)
- „Rapper’s Delight (Hip Hop Remix ’89)” (1989)
- „Lala Song” – gościnnie u Boba Sinclaira (2009)

## Single
- Rapper’s Delight (1979)
- Apache (1981)
- Kick It Live From 9 To 5/The Lover In You (1983)
- Work, Work The Body (1985)
- LaLa song (gościnnie u Boba Sinclair) (2009)